# Kick (streaming)
Pour les articles homonymes, voir Kick.
Kick, ou Kick.com, est une plateforme australienne de streaming de vidéo en direct. 
Fondée en 2022 par les cofondateurs de Stake, Bijan Tehrani et Edward Craven, elle se veut un concurrent de Twitch avec un accent sur une modération plus lâche et des parts de revenus plus élevées pour les streamers,,. 
Kick est surtout connu pour ses frais de revenus de 5 %, parmi les plus bas entre les plateformes de streaming, ainsi que ses accords de 2023 avec plusieurs streamers autrefois importants sur Twitch, notamment le grand maître international d'échecs Hikaru Nakamura, Adin Ross (en), Amouranth, Ilyas El Maliki, xQcet JeanPormanove.
En juin 2023, Kick compte en moyenne 235 000 diffusions en direct par jour. Kick est une filiale de l'entreprise australienne Easygo Entertainment, dont les principaux actionnaires sont Bijan Tehrani et Edward Craven,.

## Histoire
Kick a été fondée le 1er décembre 2022 par Bijan Tehrani et Edward Craven, les cofondateurs du casino en ligne Stake. Certaines sources affirment également que le streamer américain Tyler Faraz Niknam aussi connu sous le pseudonyme Trainwreckstv (en) est un investisseur minoritaire ou un de leurs conseillers,,,,.

## Partage des revenus et salaire
La répartition des revenus de Kick est de 95 % pour le streamer et de 5 % pour la plateforme, parmi les plus généreuses du streaming. La répartition de Kick est souvent comparée à l'ancienne répartition 50-50 de Twitch entre les créateurs et la plate-forme, et moins fréquemment avec YouTube prenant une comission de 30 % des diffuseurs en direct. La popularité de Kick dans sa répartition des revenus a été créditée par Forbes (2023) pour avoir poussé Twitch à introduire un modèle de répartition des revenus 70-30 pour certains créateurs.
Kick a proposé de payer tous ses streamers toutes les heures s'ils remplissent certaines conditions ; si cette proposition est adoptée, il deviendrait le premier service de streaming à le faire. Les conditions incluent que le streamer soit actif pendant au moins quatre heures par jour sur trente jours par mois, que le streamer soit éveillé et interagisse avec le chat, que le streamer ait une webcam sur le visage et qu'il ait l'âge de la majorité. Tous les créateurs de contenu sur Kick qui remplissent les quatre conditions seraient payés 16 dollars américains par heure de streaming,.

## Offres de streaming
Le streamer américain Trainwreckstv (en) a été l'une des premières grandes personnalités du streaming à attirer l'attention pour rejoindre la plate-forme, il avait déjà été banni de Twitch pour avoir joué pendant ses streams. En mars 2023 il révèle qu'il avait gagné 16 000 $ avec 3 500 abonnés du site au cours de ses dix premiers jours de streaming sur la plateforme. Trainwreck a également été rejoint par Adin Ross (en), qui a révélé le 1er mars 2023 qu'il avait signé un accord de streaming avec Kick pour un montant non divulgué. Ross a affirmé que son accord à l'époque était le plus important de l'histoire du streaming, mais a nié qu'il dépassait 150 millions de dollars américains.
Le 29 mars 2023, Kick a signé avec le grand maître international d'échecs Hikaru Nakamura un accord non exclusif,.
En mai 2023, BruceDropEmOff a annoncé qu'il s'était associé avec Kick, bien que le montant de l'accord n'ait pas été divulgué,.
Le 16 juin 2023, il a été annoncé que xQc avait signé un accord non exclusif de 70 millions de dollars sur deux ans avec la plateforme, avec des incitations qui pourraient augmenter la valeur de l'accord à 100 millions de dollars. Cela a fait de la signature de xQc to Kick le plus gros contrat de streaming, dépassant le contrat d'exclusivité de 50 millions de dollars de Ninja avec le défunt Mixer, propriété de Microsoft, et dépassant encore le contrat de deux ans de LeBron James avec les Lakers de Los Angeles,. Deux jours plus tard, le 19 juin, Kick a signé avec Amouranth, bien que les détails de cet accord n'aient pas été divulgués,,.
Le 27 juin 2023, le streamer et commentateur politique Destiny a annoncé un partenariat non exclusif de 12 mois avec Kick pour un montant à 7 chiffres non divulgué.
En août 2025, MrBeast récolte 12 millions de dollars lors d'une levée de fonds caritative diffusée en direct sur Kick.

## Parrainages
En janvier 2023, Alfa Romeo F1 Team a signé un contrat de sponsoring pluriannuel avec Kick. Le nom et le logo de Kick remplaceront ceux de Stake (sponsor principal d'Alfa Romeo) dans les pays où les publicités sur les jeux d'argent et les paris sportifs ne sont pas autorisées en tant que « Alfa Romeo F1 Team Kick »,. En juin, Sauber Esports a annoncé un partenariat avec Kick pour former « Alfa Romeo F1 Team KICK Esports ». Alfa Romeo a couru une livrée Kick révisée appelée la « livrée perturbatrice » au Grand Prix de Belgique 2023. En août, Kick a conclu un autre accord commercial dans l'industrie du sport, signant cette fois un partenariat pluriannuel avec le club de Premier League Everton pour devenir le sponsor officiel des manches du club.

## Controverses
Dans Mediapart en décembre 2024, selon une enquête de Bérénice Gabriel et Marie Turcan, la plateforme Kick est devenue un refuge lucratif pour des streamers bannis de la plateforme Twitch en raison de pratiques interdites, telles que des saluts nazis ou des humiliations,. C'est notamment le cas de Marvel Fitness, qui a été condamné pour cyberharcèlement. France Inter souligne une « modération quasi-inexistante » sur Kick, permettant la diffusion de contenus très lucratifs basés sur l'humiliation en direct.

### Mort de Jean Pormanove
Dans Mediapart en décembre 2024, les deux journalistes auteurs de l'enquête (Bérénice Gabriel et Marie Turcan) évoquent en particulier la chaîne « Jeanpormanove » qui compte alors plus 160 000 abonnés, ce qui en fait la première chaîne de Kick. Elle met en scène deux hommes originaires des quartiers populaires niçois qui en humilient deux autres, dont l'un est handicapé sous curatelle, en fonction de ce que demandent les abonnés de la chaîne,,,. Ces humiliations présentées comme des « jeux » incluent claques, décharges électriques, seaux d’eau froide, et humiliations verbales, notamment à travers les « questions pour un golmon »,. En décembre 2024, « Jeanpormanove » est banni deux fois de Kick, une fois pour saluts nazis et une autre fois pour des claques en direct. 
À la suite de l'article de Mediapart, une enquête est ouverte pour « violences volontaires en réunion sur personnes vulnérables (…) et diffusion d’enregistrement d’images relatives à la commission d’infractions d’atteintes volontaires à l’intégrité de la personne ». L'un des deux hommes violentés décède en direct dans la nuit du 17 au 18 août 2025. Une enquête judiciaire visant à rechercher les causes de sa mort est ouverte par le parquet de Nice.
Le 20 août 2025, Kick annonce avoir banni « tous les co-streamers ayant participé à cette diffusion en direct […] dans l’attente de l’enquête en cours » et assure avoir « mis fin à [sa] collaboration avec l’ancienne agence française de réseaux sociaux » et entrepris « une révision complète de [son] contenu en français »,,.